# Tromsø Idrettslag 2018
Questa voce raccoglie le informazioni riguardanti il Tromsø Idrettslag nelle competizioni ufficiali della stagione 2018.

## Stagione
A seguito dell'11º posto arrivato nel campionato 2017, nella stagione 2018 il Tromsø avrebbe partecipato all'Eliteserien ed al Norgesmesterskapet. Il 19 dicembre 2017 sono stati compilati i calendari per l'Eliteserien: alla 1ª giornata, il Tromsø avrebbe fatto visita allo Start alla Sparebanken Sør Arena.

## Rosa
| N. |                      | Ruolo | Calciatore            |
| -- | -------------------- | ----- | --------------------- |
| 1  | Norvegia (bandiera)  | P     | Gudmund Kongshavn     |
| 2  | Norvegia (bandiera)  | D     | Tom Høgli             |
| 3  | Norvegia (bandiera)  | D     | Kent-Are Antonsen     |
| 4  | Senegal (bandiera)   | D     | Mehdi Dioury          |
| 5  | Norvegia (bandiera)  | D     | Magnar Ødegaard       |
| 6  | Norvegia (bandiera)  | C     | Christian Landu Landu |
| 7  | Norvegia (bandiera)  | C     | Morten Gamst Pedersen |
| 8  | Danimarca (bandiera) | C     | Oliver Kjærgaard      |
| 9  | Slovenia (bandiera)  | A     | Slobodan Vuk          |
| 10 | Norvegia (bandiera)  | C     | Mikael Ingebrigtsen   |
| 11 | Finlandia (bandiera) | C     | Robert Taylor         |
| 12 | Croazia (bandiera)   | P     | Filip Lončarić        |
| 14 | Norvegia (bandiera)  | D     | Hans Norbye           |

| N. |                      | Ruolo | Calciatore               |
| -- | -------------------- | ----- | ------------------------ |
| 15 | Norvegia (bandiera)  | C     | Magnus Andersen          |
| 16 | Norvegia (bandiera)  | A     | Sigurd Grønli            |
| 17 | Norvegia (bandiera)  | C     | Daniel Berntsen          |
| 18 | Finlandia (bandiera) | C     | Onni Valakari            |
| 18 | Senegal (bandiera)   | A     | Mour Samb                |
| 22 | Norvegia (bandiera)  | D     | Simen Wangberg           |
| 23 | Norvegia (bandiera)  | A     | Gjermund Åsen            |
| 25 | Norvegia (bandiera)  | C     | Lasse Nilsen             |
| 26 | Norvegia (bandiera)  | D     | Jostein Gundersen        |
| 28 | Norvegia (bandiera)  | P     | Jacob Karlstrøm          |
| 30 | Norvegia (bandiera)  | A     | Runar Espejord           |
| 34 | Norvegia (bandiera)  | D     | Marcus Holmgren Pedersen |
| 42 | Norvegia (bandiera)  | A     | Mushaga Bakenga          |

## Calciomercato

### Sessione invernale(dal 01/01 al 31/03)
| Arrivi           | Arrivi            | Arrivi    | Arrivi        |
| R.               | Nome              | da        | Modalità      |
| ---------------- | ----------------- | --------- | ------------- |
| D                | Tom Høgli         |           | svincolato    |
| C                | Daniel Berntsen   | Vålerenga | definitivo    |
| C                | Oliver Kjærgaard  | Lyngby    | definitivo    |
| C                | Robert Taylor     | AIK       | prestito      |
| Altre operazioni |                   |           |               |
| R.               | Nome              | da        | Modalità      |
| C                | Fredrik Michalsen | Fjölnir   | fine prestito |

| Partenze | Partenze                | Partenze     | Partenze   |
| R.       | Nome                    | a            | Modalità   |
| -------- | ----------------------- | ------------ | ---------- |
| P        | Otto Fredrikson         |              | ritiro     |
| P        | Javi Jiménez            |              | svincolato |
| D        | William Frantzen        |              | svincolato |
| D        | Ulrik Yttergård Jenssen | Nordsjælland | definitivo |
| C        | Peter Aas               | Alta         | definitivo |
| C        | Šamil' Gasanov          |              | svincolato |
| C        | Mikael Ingebrigtsen     | IFK Göteborg | definitivo |
| C        | Jonas Johansen          |              | ritiro     |
| C        | Fredrik Michalsen       |              | svincolato |
| C        | Aron Sigurðarson        | Start        | definitivo |
| A        | Thomas Lehne Olsen      | Lillestrøm   | definitivo |

### Sessione estiva(dal 19/07 al 15/08)
| Arrivi | Arrivi              | Arrivi       | Arrivi     |
| R.     | Nome                | da           | Modalità   |
| ------ | ------------------- | ------------ | ---------- |
| C      | Mikael Ingebrigtsen | IFK Göteborg | definitivo |
| C      | Onni Valakari       | TPS          | definitivo |

| Partenze | Partenze         | Partenze   | Partenze   |
| R.       | Nome             | a          | Modalità   |
| -------- | ---------------- | ---------- | ---------- |
| C        | Oliver Kjærgaard | Nest-Sotra | prestito   |
| A        | Mour Samb        |            | svincolato |

### Dopo la sessione estiva
| Arrivi | Arrivi        | Arrivi | Arrivi     |
| R.     | Nome          | da     | Modalità   |
| ------ | ------------- | ------ | ---------- |
| C      | Robert Taylor | AIK    | definitivo |

| Partenze | Partenze     | Partenze | Partenze |
| R.       | Nome         | a        | Modalità |
| -------- | ------------ | -------- | -------- |
| A        | Slobodan Vuk | Domžale  | prestito |

## Risultati

### Eliteserien

#### Girone di andata
| Arbitro: | Hafsås (Trondheim) |

|                                             |           |                    |
| Finnbogason 6’ Kabran 7’ Käck 62’ Afeez 90’ | Marcatori | 90’ Gamst Pedersen |

| Arbitro: | Hagen (Grue) |

|                                       |           |                |
| Espejord 7’ Antonsen 35’ Berntsen 69’ | Marcatori | 79’ Pellegrino |

| Arbitro: | Døvle (Larvik) |

|                  |           |            |
| Hussain 24’, 28’ | Marcatori | 43’ Taylor |

| Arbitro: | Hagenes (Flaktveit) |

|                                  |           |  |
| Åsen 48’, 66’ Nilsen 74’ Vuk 83’ | Marcatori |  |

| Arbitro: | Saggi (Drammen) |

|                |           |         |
| Brynhildsen 3’ | Marcatori | 11’ Vuk |

| Arbitro: | Steen (Bergen) |

|                                            |           |              |
| Espejord 6’, 16’ Antonsen 30’ Berntsen 39’ | Marcatori | 17’ Kastrati |

| Tromsø 29 aprile 2018, ore 18:00 7ª giornata | Tromsø             | 0 – 0 referto | Kristiansund BK | Alfheim Stadion (4.131 spett.)\| Arbitro: \| Hafsås (Trondheim) \| |
| Arbitro:                                     | Hafsås (Trondheim) |               |                 |                                                                    |

| Arbitro: | Saggi (Drammen) |

|                                           |           |  |
| Wangberg 18’ (aut.) Lie Skålevik 34’, 62’ | Marcatori |  |

| Arbitro: | Kjensli (Oslo) |

|              |           |                            |
| Ødegaard 45’ | Marcatori | 22’ Martin 26’ Lehne Olsen |

| Arbitro: | Hagenes (Flaktveit) |

|  |           |              |
|  | Marcatori | 43’ Espejord |

### Norgesmesterskapet
| Arbitro: | Bertheussen |

|           |           |                                   |
| Waage 78’ | Marcatori | 10’ Samb 76’ Kjærgaard 80’ Grønli |

| Arbitro: | Koløy |

|  |           |                 |
|  | Marcatori | 10’ Landu Landu |

| Arbitro: | Koløy |

|  |           |              |
|  | Marcatori | 105’ Bakenga |

## Statistiche

### Statistiche di squadra
| Competizione       | Punti | In casa | In casa | In casa | In casa | In casa | In casa | In trasferta | In trasferta | In trasferta | In trasferta | In trasferta | In trasferta | Totale | Totale | Totale | Totale | Totale | Totale | DR |
| Competizione       | Punti | G       | V       | N       | P       | Gf      | Gs      | G            | V            | N            | P            | Gf           | Gs           | G      | V      | N      | P      | Gf     | Gs     | DR |
| ------------------ | ----- | ------- | ------- | ------- | ------- | ------- | ------- | ------------ | ------------ | ------------ | ------------ | ------------ | ------------ | ------ | ------ | ------ | ------ | ------ | ------ | -- |
| Eliteserien        | 0     | 0       | 0       | 0       | 0       | 0       | 0       | 0            | 0            | 0            | 0            | 0            | 0            | 0      | 0      | 0      | 0      | 0      | 0      | 0  |
| Norgesmesterskapet | -     | 0       | 0       | 0       | 0       | 0       | 0       | 0            | 0            | 0            | 0            | 0            | 0            | 0      | 0      | 0      | 0      | 0      | 0      | 0  |
| Totale             | -     | 0       | 0       | 0       | 0       | 0       | 0       | 0            | 0            | 0            | 0            | 0            | 0            | 0      | 0      | 0      | 0      | 0      | 0      | 0  |

### Andamento in campionato
| Giornata  | 1  | 2 | 3 | 4 | 5 | 6 | 7 | 8 | 9 | 10 | 11 | 12 | 13 | 14 | 15 | 16 | 17 | 18 | 19 | 20 | 21 | 22 | 23 | 24 | 25 | 26 | 27 | 28 | 29 | 30 |
| --------- | -- | - | - | - | - | - | - | - | - | -- | -- | -- | -- | -- | -- | -- | -- | -- | -- | -- | -- | -- | -- | -- | -- | -- | -- | -- | -- | -- |
| Luogo     | T  | C | T | C | T | C | C | T | C | T  | C  | T  | C  | T  | C  | T  | C  | T  | T  | C  | T  | C  | T  | C  | T  | C  | T  | C  | T  | C  |
| Risultato | P  | V | P | V | N | V | N | P | P | V  |    |    |    |    |    |    |    |    |    |    |    |    |    |    |    |    |    |    |    |    |
| Posizione | 15 | 8 | 9 | 5 | 8 | 5 | 6 | 8 | 9 | 9  |    |    |    |    |    |    |    |    |    |    |    |    |    |    |    |    |    |    |    |    |

Fonte:  Eliteserien 2018, su altomfotball.no, Altomfotball. URL consultato il 22 dicembre 2017 (archiviato dall'url originale il 23 dicembre 2017).
Legenda:

Luogo: C = Casa; T = Trasferta. Risultato: V = Vittoria; N = Pareggio; P = Sconfitta.

### Statistiche dei giocatori
| Giocatore            | Eliteserien | Eliteserien | Eliteserien | Eliteserien | Norgesmesterskapet | Norgesmesterskapet | Norgesmesterskapet | Norgesmesterskapet | Coppe europee | Coppe europee | Coppe europee | Coppe europee | Altre coppe | Altre coppe | Altre coppe | Altre coppe | Totale   | Totale | Totale      | Totale     |
| Giocatore            | Presenze    | Reti        | Ammonizioni | Espulsioni  | Presenze           | Reti               | Ammonizioni        | Espulsioni         | Presenze      | Reti          | Ammonizioni   | Espulsioni    | Presenze    | Reti        | Ammonizioni | Espulsioni  | Presenze | Reti   | Ammonizioni | Espulsioni |
| -------------------- | ----------- | ----------- | ----------- | ----------- | ------------------ | ------------------ | ------------------ | ------------------ | ------------- | ------------- | ------------- | ------------- | ----------- | ----------- | ----------- | ----------- | -------- | ------ | ----------- | ---------- |
| M. Andersen          | 0           | 0           | 0           | 0           | 0                  | 0                  | 0                  | 0                  |               |               |               |               |             |             |             |             | 0        | 0      | 0           | 0          |
| K. Antonsen          | 0           | 0           | 0           | 0           | 0                  | 0                  | 0                  | 0                  |               |               |               |               |             |             |             |             | 0        | 0      | 0           | 0          |
| G. Åsen              | 0           | 0           | 0           | 0           | 0                  | 0                  | 0                  | 0                  |               |               |               |               |             |             |             |             | 0        | 0      | 0           | 0          |
| M. Bakenga           | 0           | 0           | 0           | 0           | 0                  | 0                  | 0                  | 0                  |               |               |               |               |             |             |             |             | 0        | 0      | 0           | 0          |
| D. Berntsen          | 0           | 0           | 0           | 0           | 0                  | 0                  | 0                  | 0                  |               |               |               |               |             |             |             |             | 0        | 0      | 0           | 0          |
| M. Dioury            | 0           | 0           | 0           | 0           | 0                  | 0                  | 0                  | 0                  |               |               |               |               |             |             |             |             | 0        | 0      | 0           | 0          |
| R. Espejord          | 0           | 0           | 0           | 0           | 0                  | 0                  | 0                  | 0                  |               |               |               |               |             |             |             |             | 0        | 0      | 0           | 0          |
| M. Gamst Pedersen    | 0           | 0           | 0           | 0           | 0                  | 0                  | 0                  | 0                  |               |               |               |               |             |             |             |             | 0        | 0      | 0           | 0          |
| S. Grønli            | 0           | 0           | 0           | 0           | 0                  | 0                  | 0                  | 0                  |               |               |               |               |             |             |             |             | 0        | 0      | 0           | 0          |
| J. Gundersen         | 0           | 0           | 0           | 0           | 0                  | 0                  | 0                  | 0                  |               |               |               |               |             |             |             |             | 0        | 0      | 0           | 0          |
| T. Høgli             | 0           | 0           | 0           | 0           | 0                  | 0                  | 0                  | 0                  |               |               |               |               |             |             |             |             | 0        | 0      | 0           | 0          |
| M. Holmgren Pedersen | 0           | 0           | 0           | 0           | 0                  | 0                  | 0                  | 0                  |               |               |               |               |             |             |             |             | 0        | 0      | 0           | 0          |
| M. Ingebrigtsen      | 0           | 0           | 0           | 0           | -                  | -                  | -                  | -                  |               |               |               |               |             |             |             |             | 0        | 0      | 0           | 0          |
| J. Karlstrøm         | 0           | 0           | 0           | 0           | 0                  | 0                  | 0                  | 0                  |               |               |               |               |             |             |             |             | 0        | 0      | 0           | 0          |
| O. Kjærgaard         | 0           | 0           | 0           | 0           | 0                  | 0                  | 0                  | 0                  |               |               |               |               |             |             |             |             | 0        | 0      | 0           | 0          |
| G. Kongshavn         | 0           | -0          | 0           | 0           | 0                  | -0                 | 0                  | 0                  |               |               |               |               |             |             |             |             | 0        | 0      | 0           | 0          |
| C. Landu Landu       | 0           | 0           | 0           | 0           | 0                  | 0                  | 0                  | 0                  |               |               |               |               |             |             |             |             | 0        | 0      | 0           | 0          |
| F. Lončarić          | 0           | -0          | 0           | 0           | 0                  | -0                 | 0                  | 0                  |               |               |               |               |             |             |             |             | 0        | 0      | 0           | 0          |
| L. Nilsen            | 0           | 0           | 0           | 0           | 0                  | 0                  | 0                  | 0                  |               |               |               |               |             |             |             |             | 0        | 0      | 0           | 0          |
| H. Norbye            | 0           | 0           | 0           | 0           | 0                  | 0                  | 0                  | 0                  |               |               |               |               |             |             |             |             | 0        | 0      | 0           | 0          |
| M. Ødegaard          | 0           | 0           | 0           | 0           | 0                  | 0                  | 0                  | 0                  |               |               |               |               |             |             |             |             | 0        | 0      | 0           | 0          |
| M. Samb              | 0           | 0           | 0           | 0           | 0                  | 0                  | 0                  | 0                  |               |               |               |               |             |             |             |             | 0        | 0      | 0           | 0          |
| R. Taylor            | 0           | 0           | 0           | 0           | 0                  | 0                  | 0                  | 0                  |               |               |               |               |             |             |             |             | 0        | 0      | 0           | 0          |
| O. Valakari          | 0           | 0           | 0           | 0           | -                  | -                  | -                  | -                  |               |               |               |               |             |             |             |             | 0        | 0      | 0           | 0          |
| S. Vuk               | 0           | 0           | 0           | 0           | 0                  | 0                  | 0                  | 0                  |               |               |               |               |             |             |             |             | 0        | 0      | 0           | 0          |
| S. Wangberg          | 0           | 0           | 0           | 0           | 0                  | 0                  | 0                  | 0                  |               |               |               |               |             |             |             |             | 0        | 0      | 0           | 0          |